# Dela (canción)
" Dela " es la cuarta canción del álbum de 1989 Cruel, Crazy, Beautiful World de la banda sudafricana Savuka .  Es una "canción de amor sencilla", en la que Johnny Clegg canta sobre la espera de su amor y la satisfacción en su presencia.  Una canción animada con letra tanto en inglés como en zulú, que se tocaba comúnmente en las recepciones de bodas.  Al hablar de la canción en una entrevista con National Public Radio, Clegg declaró: "Se trata de plenitud. Dela en zulú significa: dela significa estar completo y satisfecho".  Clegg solía terminar conciertos con Dela . Se utilizó en la película George of the Jungle de 1997 y ha sido descrita como la canción más conocida de Clegg entre el público occidental.   En Argentina es conocido por ser el tema principal del programa de televisión MDQ para todo el mundo emitido desde 1989.